# Sergey Stanislavovich Udaltsov
Sergei Stanislavovich Udaltsov (tiếng Nga: Сергей Станиславович Удальцов) là nhà hoạt động chính trị người Nga và là người lãnh đạo nhóm "Thanh niên Đỏ tiền phong" (tiếng Nga: Авангард красной молодёжи) thuộc phong trào Mặt trận cánh Tả (tiếng Nga: Ле́вый фро́нт). Udaltsov trong năm 2011 và 2012 đã giúp đỡ lãnh đạo một số các cuộc phản đối chống lại Putin. Năm 2014 ông bị xử 4 1/2 năm tù về tội tổ chức cuộc phản đối tháng 5 năm 2012 mà đã đưa tới sự xung đột giữa cảnh sát và người biểu tình.

## Cuộc đời và hoạt động
Sergei Udaltsov sinh ngày 16.2.1977 tại Moskva. Anh tốt nghiệp "Học viện quốc gia Vận tải đường Thủy Moskva" (tiếng Nga: Моско́вская госуда́рственная акаде́мия во́дного тра́нспорта). Anh hiện là người lãnh đạo nhóm "Thanh niên đỏ tiền phong" thuộc "Mặt trận cánh Tả" (Nga).
Ngày 4.12.2011, ngày bầu cử cơ quan Lập pháp Nga, 2011, Udaltsov bị bắt ở Moskva vì bị cho là "đã chống lại lời viên cảnh sát yêu cầu phải băng qua đường tại đúng chỗ quy định" và bị tạm giam 5 ngày. Khi hết thời hạn tạm giam, Udaltsov liền bị bắt lại và bị xử phạt 15 ngày tù vì bị cho là đã rời khỏi bệnh viện quá sớm mà không có phép, khi anh được điều trị ở đây trong thời gian bị giam lần trước hồi tháng 10 năm 2011. Khoảng 20 viên cảnh sát cùng cới các nhân viên mặc thường phục của Cục An ninh Liên bang đã tới bắt anh đi.
Hiện nay Udaltsov đang bị giam trong cùng một nhà tù cùng với nhà hoạt động khác, blogger Alexei Navalny. Udaltsov đã tuyệt thực để phản đối.
Kể từ tháng 11 năm 2010 đến ngày 17.12.2011, Udaltsov đã bị giam giữ 86 ngày về một số tội nhẹ, không nghiêm trọng. Theo Nikolai Polozov, một luật sư của Udaltsov, thì "Những vụ này được bịa ra để làm một chướng ngại có chủ tâm nhằm ngăn chặn Sergei thực hiện quyền tự do ngôn luận chính trị của mình theo hiến pháp".

## Tù nhân lương tâm
Tháng 12 năm 2011 Tổ chức Ân xá Quốc tế đã gọi anh là tù nhân lương tâm và yêu cầu chính quyền Nga thả ngay anh ra. Một trong các luật sư khác của Udaltsov - Violetta Volkova – đã xin Tòa án Nhân quyền châu Âu phóng thích ông, vì cho rằng có rất nhiều vi phạm thủ tục tố tụng.

## Đời tư
Sergei kết hôn với Anastasiya Udaltsova, một phát ngôn viên báo chí của Mặt trận Cánh Tả. Họ có hai con trai: Ivan (sinh năm 2002) và Oleg (sinh năm 2005).